# Teschener Schlesien

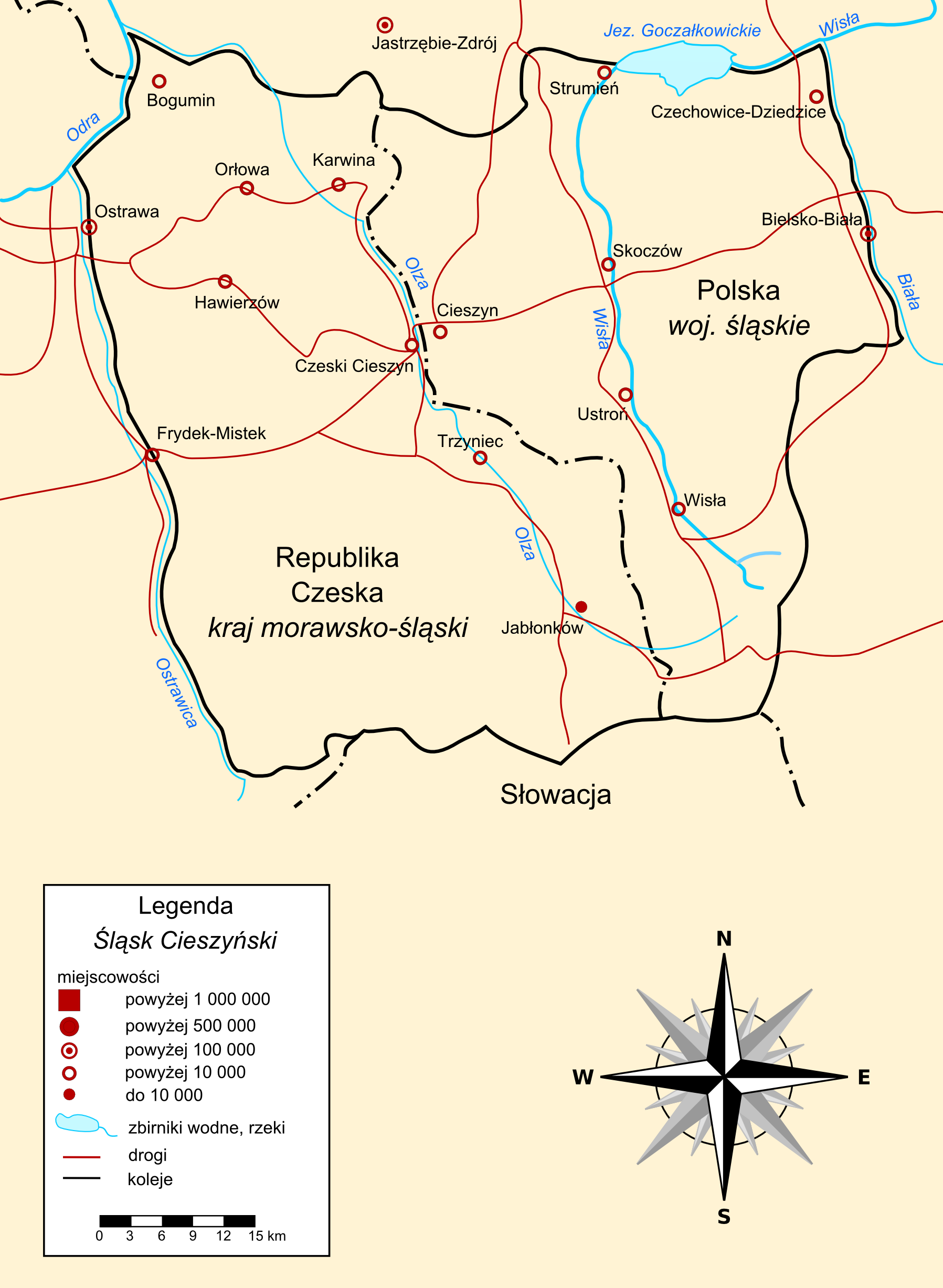
Teschener Schlesien

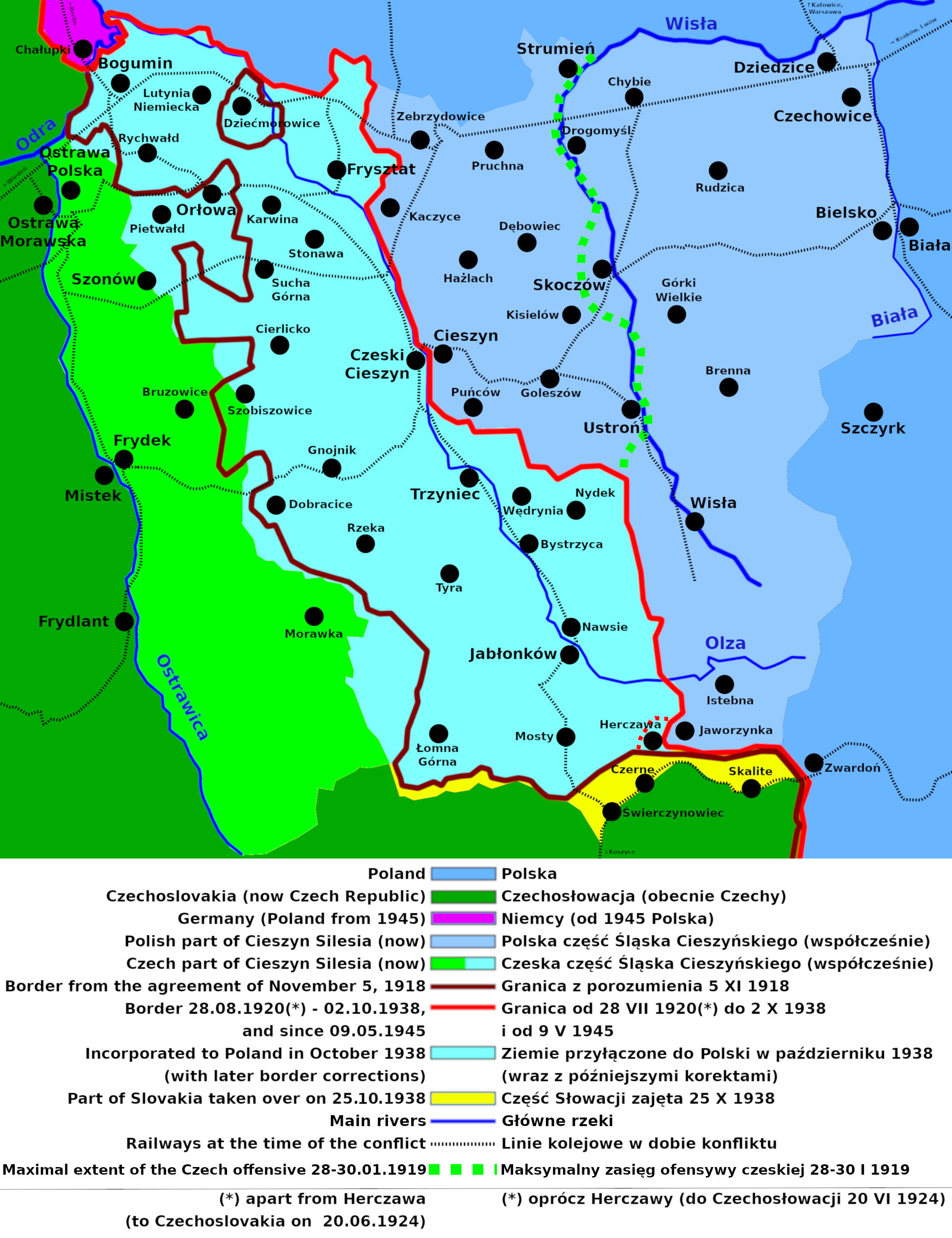
Grenzänderungen im 20. Jahrhundert

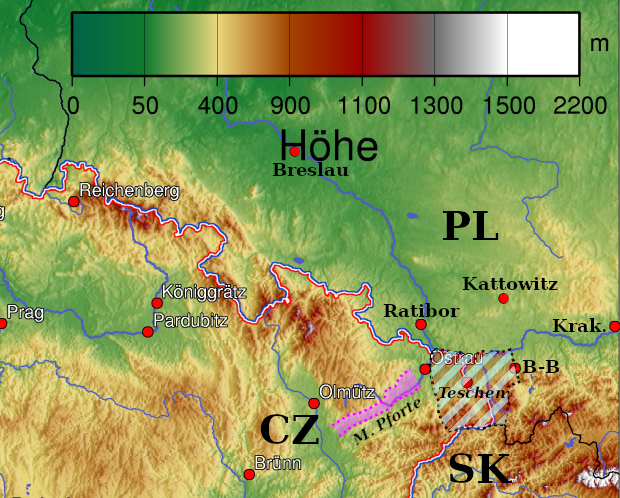
Teschener Schlesien und die Mährische Pforte zwischen den Sudeten im Westen und Karpaten im Osten

Das Teschener Schlesien (auch Teschener Raum, Teschener Land, Teschener Gebiet; polnisch Śląsk Cieszyński, tschechisch Těšínsko oder Těšínské Slezsko) ist eine historische Landschaft am Fluss Olsa, die in den letzten Jahrzehnten der Habsburgermonarchie der östliche Teil des Kronlandes Österreichisch-Schlesien gewesen war und davor einmal das Herzogtum Teschen gebildet hatte. Das Gebiet bildete bis zum Ende des Ersten Weltkriegs eine historisch-kulturelle Einheit, aber wurde dann zwischen der Tschechoslowakei, heute Tschechien, und Polen aufgeteilt. Historisch gehört das Gebiet auch zu Oberschlesien, aber unter der ansässigen Bevölkerung entwickelte sich eine schlesische, jedoch separate regionale Identität und sie identifizieren sich nicht als Oberschlesier.
Das Gebiet hat eine Fläche von 2283 km² (vergleichbar mit Luxemburg), davon 1274 km² (55,8 %) in Tschechien und 1009 km² (44,2 %) in Polen, über 800.000 Einwohner, davon um 463.000 im tschechischen und um 350.000 im polnischen Teil.

## Name
In älterer Schreibweise wurde auch das Adjektiv Teschener als Teschner geschrieben, z. B. im Namen des Teschner Kreises. Nach der Aufhebung der Patrimonialherrschaften in der Mitte des 19. Jahrhunderts verlor zum großen Teil die Benutzung der Namen der Herzogtümer, Freiherrschaften usw. ihren Sinn. Die polnischen Aktivisten benutzten noch der Name des Herzogtums bis zum frühen 20. Jahrhundert, damit romantisch an die polnische Piasten erinnernd – dies wurde von der größten örtlichen deutschsprachigen Zeitung Silesia kritisiert, die den Namen Ostschlesien bevorzugte. In Österreich wurde das Gebiet als Ostschlesien von 1870 bis 1921 bezeichnet, wie auch im Polnischen Śląsk Wschodni. Der Name Śląsk Cieszyński verbreitete sich in Polen in der Zwischenkriegszeit und wurde auch am 9. Februar 1919 in einem Memorial der Schlesischen Volkspartei benutzt. Der Name Zaolzie und Śląsk Zaolziański für den traditionell polnischsprachigen Anteil der Region in der Tschechoslowakei sickerte auch in die offiziellen polnischen Dokumente.
1938/39 wurde ein 869 Quadratkilometer großes Gebiet des tschechoslowakischen Teils in der Folge des Münchner Abkommens von Polen völkerrechtswidrig annektiert. Auf Deutsch wurde es in der Zwischenkriegszeit meistens Olsagebiet genannt, aber auch Olsa-Land. Der polnische Bezeichnung Zaolzie, seltener Śląsk Zaolziański, tschechisch Záolží oder Záolší bezeichnet [ein Gebiet] hinter der Olsa. Teilweise wird mit dem Begriff Olsagebiet nur dieses Teilgebiet bezeichnet, aber im Zweiten Weltkrieg wurde die Bezeichnung für den ganzen Landkreis Teschen benutzt. Auch im Polnischen wurden gelegentlich Namen wie Nadolzie ([das Gebiet] an der Olsa), Kraj Nadolziański usw. als Synonyme für Śląsk Cieszyński benutzt, die sich auf den zentralen Fluss beziehen.
In der Volksrepublik Polen wurden oft neue regionale Bezeichnungen umgangssprachlich benutzt, die an die neue Verwaltungseinheiten angepasst wurden, wie z. B. Cieszyńskie oder ziemia cieszyńska für Powiat Cieszyński und Podbeskidzie für die Woiwodschaft Bielsko-Biała. Ähnlich bezeichneten in der Tschechoslowakei Karvinsko und Jablunkovsko Anteile des Gebiets, aber z. B. Ostravsko konnte das ganze Českotěšínsko umfassen.
Nach 1989 blühten die regionalen Identitäten wieder auf, sowie Erinnerungen an die älteren Namen der historischen Landschaften. Der Name Teschener Schlesiens setzte sich für die im Jahr 1998 begründeten Euroregion durch.

## Geographie
Die Grenzen des Teschener Schlesiens wurden in groben Zügen zunächst als eine polnische Kastellanei umrissen, aber in endgültiger Form (mit Bohumín/Bogumin/Oderberg) erst nach dem ersten Schlesischen Krieg (1742) kristallisiert, als es vom Preußischen Schlesien durch die staatliche Grenze, sowie vom westlichen Teil Österreichisch–Schlesiens eindeutig durch den mährischen Keil um Mährisch Ostrau abgeteilt wurde.
Das Gebiet liegt am Fluss Olsa, einem rechten Zufluss der Oder, in den Westbeskiden, Westbeskiden-Vorgebirgen und im Ostrauer Becken sowie Auschwitzer Becken, nordöstlich der Mährischen Pforte, einem Tal auf der Höhe von 310 m zwischen den Sudeten und den Karpaten. Historisch war das Gebiet eine Straßenkreuzung von Prag und Wien durch die Mährische Pforte nach Krakau, sowie von Breslau durch den Jablunkapass nach Ungarn.
Die westliche Grenze verläuft entlang der ganzen Ostravice (poln. Ostrawica) – von der Quelle der Schwarzen Ostrawitza im Süden bis zur Mündung in die Oder im Norden. Danach geht die Grenze wie die Grenze zwischen Polen und Tschechien – flussabwärts der Oder bis zur Mündung der Olsa. Die nördliche Grenze, mit Ausnahme der Strecke zwischen Petrovice/Piotrowice im Westen und Strumień (im Frühmittelalter ein Sumpfland), geht entlang der Olsa und Weichsel, den größten Fluss Polens, der in der gleichnamigen Stadt beginnt. Die Biała konstituiert die östliche Grenze, zusammen mit dem Barania-Kamm in den Schlesischen Beskiden. Im Süden liegt die Europäische Hauptwasserscheide der Westkarpaten, mit Ausnahme der Czadeczka mit dem Zufluss Krężelka, die zum Zuflussgebiet der Donau gehören. Der höchste Berg ist Lysá hora/Łysa Góra (1325 m) in den Mährisch-Schlesischen Beskiden in Tschechien, während es für den polnischen Teil Barania Góra (1220 m) ist.
Administrativ umfasst die Region den ganzen Powiat Cieszyński und die westliche Teile des Powiats Bielski und der kreisfreien Stadt Bielsko-Biała in der Woiwodschaft Schlesien in Polen, sowie in Tschechien den ganzen Kreis Okres Karviná, und die östliche Teile vom Okres Frýdek-Místek und Okres Ostrava-město in der Mährisch-Schlesischen Region.

## Geschichte

### Vorgeschichte
In den Jahren 2004 und 2005 wurden in Kończyce Wielkie Spuren des Homo erectus gefunden, 800.000 Jahre alt, die ältesten in Polen.
Die Intensivierung der Besiedlung durch den anatomisch modernen Menschen (Homo sapiens) kam mit der Gravettien–Kultur. Die ersten Bauern aus der späteren Lengyel-Kultur siedelten sich erst im vierten Jahrtausend v. Chr. an. In der Kupfersteinzeit und der Bronzezeit wurde die Region zu einer ziemlich schwach besiedelten Kommunikationsroute. Erst in der späten Bronzezeit und in der frühen Eisenzeit begann ein Zivilisationsboom mit der Lausitzer Kultur. Die zahlreichen Lausitzer Siedlungen wurden wahrscheinlich von Skythen an der Wende des 5. Jahrhunderts v. Chr. angegriffen. Der Burgwall in Chotěbuz/Kocobędz wurde danach weiterhin in die Latènezeit besiedelt, als Südpolen unter den Einfluss der Kelten kam. Es gab eine Ansiedlung auf dem Burgberg in Teschen, aber ohne Befestigung. Eine größere und gut erforschte Siedlungskammer der Puchauer Kultur sowie ein keltisches Oppidum am Berg Kotouč in Štramberk befand sich im Westen, hinter der Ostrawitza. Aus der Zeit der römischen Einflüsse vor der Völkerwanderung wurden lange Zeit hauptsächlich nur römische Münzen gefunden, aber letztlich tauchten auch Spuren größerer vermutlich germanischen Siedlungen in Łazy und Kowale auf. Sie sind jedoch schwach erforscht und nicht genauer klassifiziert. Im Jahr 2013 wurden die Funde in Kowale zur Przeworsk-Kultur gezählt.

### Frühgeschichte

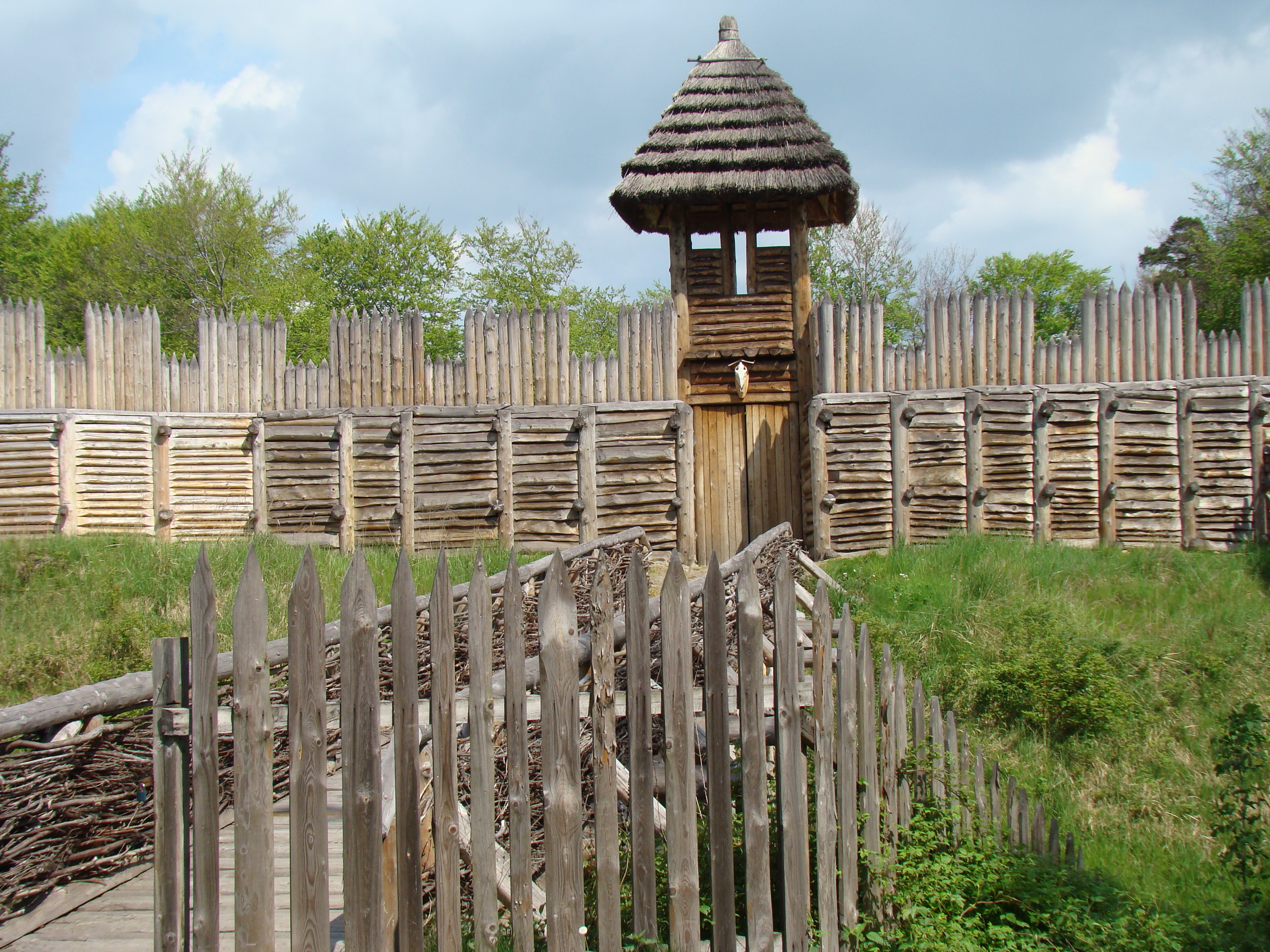
Alt-Teschen, Rekonstruktion am Burgwall in Chotěbuz/Kocobędz

Schlesien um Jahr 1040 zwischen Polen und Böhmen

Die Archäologen fanden zwei Burgwälle aus dem 7. Jahrhundert in der slawischen Stammeszeit im Gebiet, in Chotěbuz/Kocobędz und Międzyświeć. Der deutsche Forscher Gottlieb Biermann klassifizierte sie zunächst als Burgwälle der Wislanen im Jahr 1867, aber die moderne Forschung verbindet sie meistens mit den vom Bayerischen Geographen erwähnten Volksstamm der Golensizen (mit fünf civitates im Sinne von Slawischen Burgwällen, mit begleitenden vicinias, vergleiche Gespanschaft) – was von der Minderheit der Forscher abgelehnt oder bezweifelt wurde. Wegen des Lages der zwei Burgwälle mussten sie eine politische Rolle in den Beziehungen zwischen den Wislanen und den Mährern spielen. Beide Burgwälle wurden im späten 9. Jahrhundert am wahrscheinlichsten von Svatopluk I. niedergebrannt. Der vermeintliche folgende Anschluss an das Mährerreich wurde oft von verschiedenen Historikern bezweifelt, aber nicht der Anstieg der mährischen Einflüsse. Falls Krakau noch in der zweiten Hälfte des 10. Jahrhunderts zu den böhmischen Přemysliden gehörte, dann auch das Gebiet der Golensizen. Das Gebiet wurde wahrscheinlich um 990 von den Piasten übernommen. Viele Historiker verbinden den wahrscheinlich damals gebauten Burgwall in Kylešovice, einem Stadtteil von Troppau mit den Piasten, dem der Burgwall in Chotěbuz/Kocobędz politisch unterstände. Zu dieser Zeit besetzte Boleslaw I. Chrobry (=„der Tapfere“) von Polen das ganze Mähren bis 1019, aber in den späten 1030er Jahren folgte ein Machtverfall der Piasten, der von Böhmen ausgenutzt wurde. Nach der Versammlung in Quedlinburg im Jahr 1054 könnte das Gebiet der Golensizen an Böhmen gekommen sein, jedoch ist es nicht ganz sicher, ob das Gebiet an der Olsa noch eine Einheit mit dem Gebiet um Hradec nad Moravicí war. Der polnisch-böhmische Krieg in der Umgebung in den 1130er Jahren wurde viel besser in den Urkunden überliefert, und der Pfingstfrieden von Glatz aus 1137 ist eine Zäsur, die weniger Unklarheiten lässt. Aus dieser Zeit stammt die Kapelle St. Nikolaus und St. Wenzel, das älteste gemauerte Gebäude des Teschener Schlesiens, sowie ein sehr bekanntes Symbol der Landschaft, am frühesten unter Boleslaw Chrobry gebaut.
Die erste urkundliche Erwähnung von Tescin (jedoch die Identifizierung mit Teschen ist manchmal umstritten) stammt aus einer Urkunde des Papstes Hadrian IV. im Jahr 1155, und zwar unter den wichtigsten Orten, später den Sitzen der Kastellaneien im Bistum Breslau bzw. Herzogtum Schlesien, als es von Bolesław IV. von Polen regiert wurde. Ab 1172 gehörte das Gebiet zum Herzogtum Ratibor, während der Rest des Stammesgebiets der Golensizen zur Markgrafschaft Mähren gehörte, und zwar 1201 als eine Provinz der Golensizen erwähnt wurde, aus der später das Herzogtum Troppau entstand.
Die politische und kirchliche Zugehörigkeit beeinflusste separate Entwicklungen der örtlichen Mundarten. Die ersten Spuren der Sprache der örtlichen Bevölkerung stammen aus urkundlichen Erwähnungen der Ortsnamen in den lateinischsprachigen Dokumenten. Zu dieser Zeit standen die alten Formen der polnischen und tschechischen Sprachen noch viel näher zueinander als heute, aber die in diesen Namen bestehenden Nasalvokale helfen bei der Kategorisierung dieser Sprachform zu den lechischen Sprachen, nicht tschecho-slowakischen Dialekten. Die zweite am besten in alten Quellen erkennbare sprachliche Eigenschaft, die die alten Teschener Mundarten von den mährischen lachischen Sprachen unterscheiden, ist ab dem 13. und besonders dem 14. Jahrhundert die fehlende Spirantisierung g ≥ h (in Teschener Mundarten, wie im Polnischen wurde g beibehalten, lachische und tschechisch-slowakische Dialekte ersetzten es zum h).

### Kastellanei Teschen
Unter der Bezeichnung Kastellanei verstand man im 13. Jahrhundert in Polen einen Bezirk, der durch einen Kastellan verwaltet wurde. Die Kastellanei umfasste den Burgbezirk, das Land in der Nähe einer festen Burg (Kastell), das sich im Eigentum des Landesherrn befand. Der Kastellan übte dort im Namen des Landesherrn Herrschaft und Gerichtsbarkeit aus, ihm unterlag die Heeresverwaltung des Bezirkes.
Am 23. Mai 1223 wurden in einer Urkunde des Breslauer Bischofs Lorenz die ersten vierzehn Dörfer in der castellatura de Tessin erwähnt, was auch die erste explizite Benennung der Kastellanei sowie von Teschen als Stadt war. Einige Jahre später tauchten zehn andere Dörfer im Besitz der Abtei Tyniec auf, davon das heutige Slezská Ostrava am Fluss Ostrawitz. An der anderen Seite dieses Flusses – in Mähren – wurde eine Besiedlungsaktion von Arnold von Hückeswagen eingeführt, nach seinem Tod (1260) von Olmützer Bischof Bruno von Schauenburg stark intensiviert. Dies bewegte um Jahr 1260 (in der Literatur wurde die nicht vollständig erhaltene Urkunde auf von 1256 bis 1261 datiert) den Herzog Wladislaus I., die Grenze des Herzogtums Oppeln-Ratibor mit Ottokar II. entlang der Ostrawitza zu regeln (damals wurden Oderberg/Bogumin/Bohumín und Hruschau/Hruszów/Hrušov erstmals erwähnt), sowie Tyniecer Benedikter in Orlau anzusiedeln, um den Grenzbereich in der Nähe von Mähren zu verstärken. Ansonsten wurden keine großen Besiedlungsaktionen in der Kastellanei von Oppelner Herzögen durchgeführt und bis zur Entstehung des Herzogtums Teschen gab es in diesem unterentwickelten Gebiet, zum großen Teil einer Gebirgsgegend an der Peripherie des Herzogtums Oppeln-Ratibor, etwa 40 Dörfer.

### Herzogtum Teschen unter den Piasten

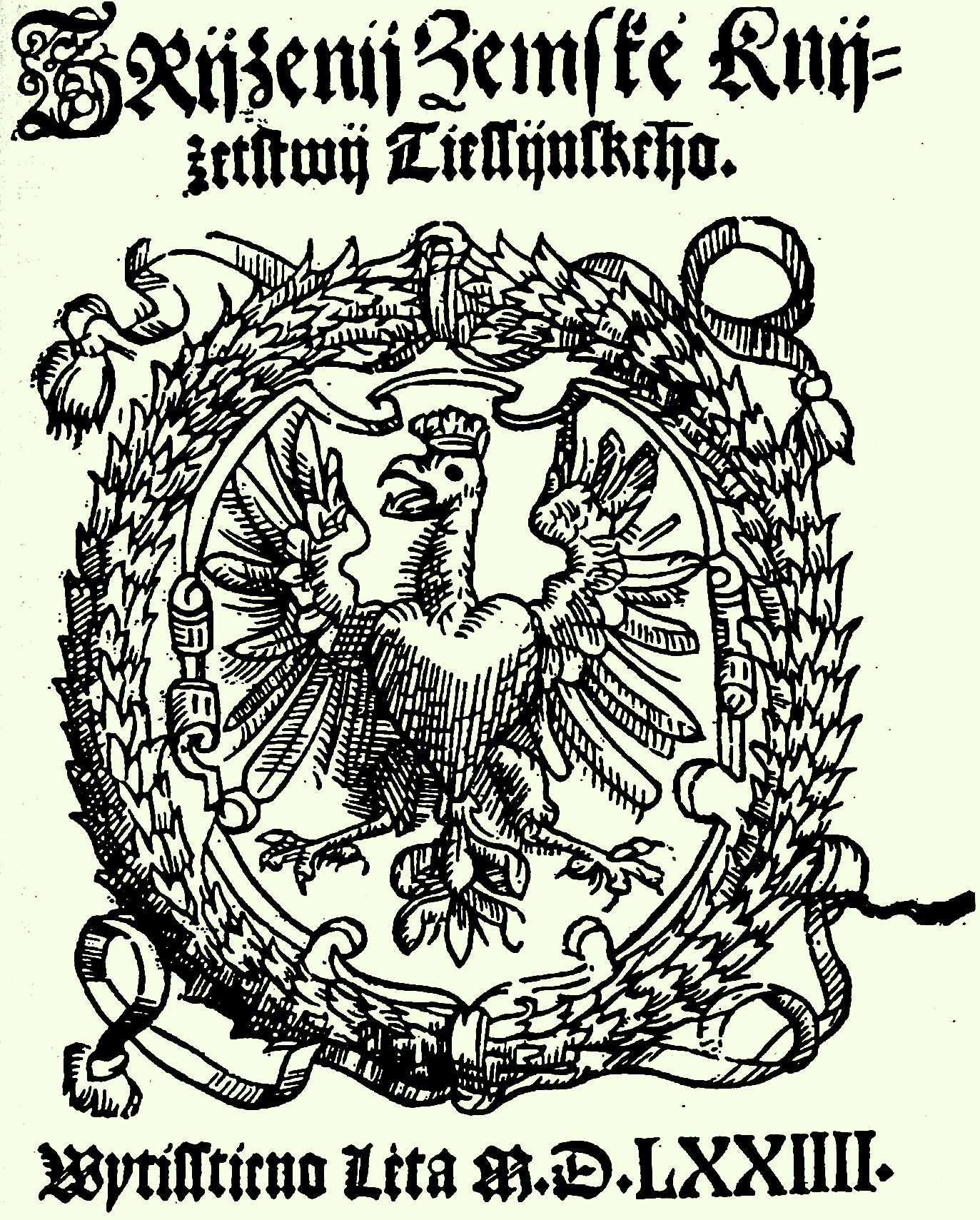
Tschechischsprachige Landesordnung von Wenzel III. Adam aus 1573

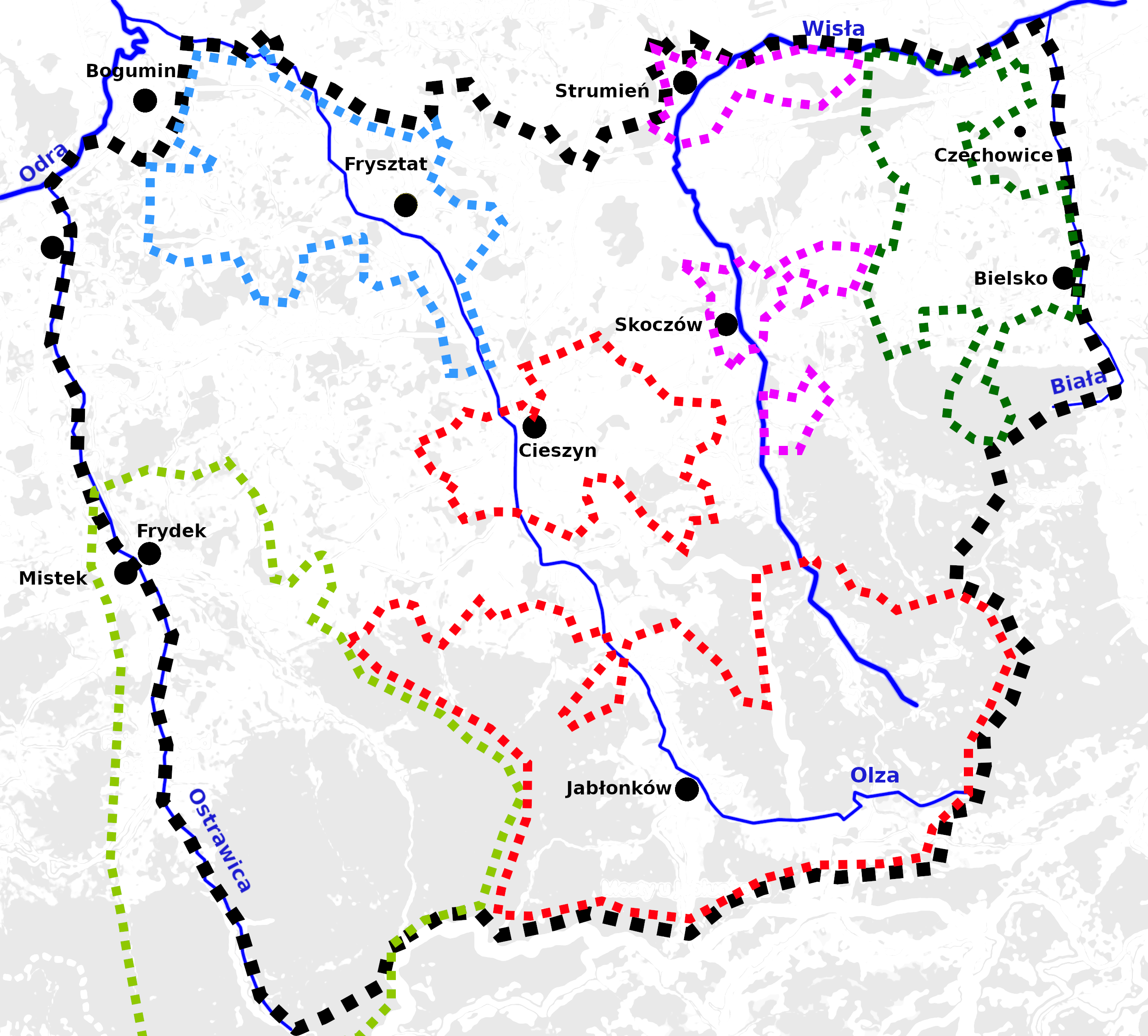
Zersplittertes Herzogtum um 1580:

Im Jahr 1280 begann der Zerfall des Herzogtums Oppeln-Ratibor und erst am Ende des Jahres 1289 bzw. im Jahr 1290 wurde Teschen zur Residenz von Mesko I. aus der Schlesischen Piasten. Der erste Teschener Piastenherzog Mesko I. initiierte eine umfangreiche deutschrechtliche Kolonisation durch Lokatoren, in der um 70 neue Orte, meistens Waldhufendörfer gegründet wurden, aber auch die Städte Freistadt und Bielitz. Die Nachkommen der deutschen Siedler um Bielitz bildeten bis zum Ende des Zweiten Weltkriegs im Mai 1945 die deutsche Bielitz-Bialaer Sprachinsel, die durch Flucht und Vertreibung ausgelöscht wurde. Der Teschener Zweig der Schlesischen Piasten regierte außer im Gebiet zwischen Ostrawitza und Bialka auch verschiedene andere Landteile in der Nachbarschaft (z. B. Auschwitz, Pleß, Siewierz), aber die Landschaft des Teschener Schlesiens ist nur mit dem Kern des Herzogtums bzw. der ehemaligen Kastellanei verbunden.
Noch im Jahr 1297 wurde das Gebiet des Herzogtums als Polonia (Polen) bezeichnet, aber zusammen mit den anderen schlesischen Herzogtümern kam auch das Herzogtum 1327 unter die Oberhoheit der Krone Böhmen. 1315 wurde das Herzogtum Auschwitz abgetrennt. Nach dem Jahr 1430, besonders 1450 verdrängte die tschechische Amtssprache fast völlig die vorherigen Amtssprachen Latein und Deutsch (außer in Bielitz) im Herzogtum. Nach Idzi Panic begann die Besiedlung von ethnisch mährischen und tschechischen Siedlern um Friedek und Polnisch Ostrau erst zu Ende des 15. Jahrhunderts, als die Adelsgeschlechter aus Böhmen und Mähren sich im Herzogtum erstmals ansiedelten. Um 1494 begann eine Einwanderung von Walachen aus den östlichen Karpaten, die sich meist in den Gebirgen ansiedelten. Unter Herzog Wenzel III. Adam wurde frühestens ab 1545 (unbestreitbar in den 1560er Jahren) im Herzogtum Teschen die Reformation für die Bewohner in Erbuntertänigkeit als Glaubenswechsel zum evangelisch-lutherischen Bekenntnis eingeführt. Beide Ereignisse leiteten in der Landschaft volkstümliche Eigentümlichkeiten ein, die sie vom Rest Oberschlesiens bis heute teilweise unterscheiden.
Im späten 15. Jahrhundert tauchte erstmals die Bezeichnung Silesia Superiori bzw. Oberschlesien auf, gleichzeitig mit der Gründung einiger überregionaler Institutionen vom ungarischen König Matthias Corvinus, der den östlichen Teil Schlesiens eroberte und seine Konsolidierung anstrebte. Das Herzogtum Teschen wurde danach als ein wesentlicher Teil Oberschlesiens betrachtet, aber blieb außerhalb des Herzogtums Oppeln unter Johann II., der damals die Mehrheit Oberschlesiens nach dem 13. Jahrhundert erneut vereinigte. Zu dieser Zeit wurde jedoch das Dorf Strumień (Schwarzwasser) aus der Herrschaft von Pleß unter Kasimir II. von Teschen zur Stadt erhoben und an das Herzogtum Teschen angegliedert.
Die Geschichte des Anteils Schlesiens und des Herzogtums Teschen zwischen der Ostrawitza und Bialka trieb durch den territorialen Zerfall im 16. Jahrhundert auseinander. 1560 wurde das Gebiet um Bielitz zusammen mit Fryštát (deutsch: Freistadt) und Frýdek (deutsch: Friedek) von Herzog Wenzel III. Adam noch zu seinen Lebzeiten an seinen Sohn Friedrich Kasimir übertragen. Nach dessen Tod 1571 wurde die verschuldete Grundherrschaft Bielitz 1572 mit Zustimmung Kaiser Maximilians II. als eine Minderstandesherrschaft an Karl von Promnitz auf Pless verkauft und dem Königlichen Amt in Breslau unterstellt. In ähnlicher Weise wurden die Grundherrschaften um Fryštát und Frýdek aus dem Herzogtum dauerhaft ausgegliedert. Die Minderstandesherrschaft Skoczów–Strumień (deutsch Skotschau–Schwarzwasser) wurde nach einigen Jahrzehnten in das Herzogtum Teschen reinkorporiert. Das Herzogtum Teschen wurde jedoch oft mit den benachbarten Standesherrschaften (und mit dem Herzogtum Bielitz) zusammengefasst, z. B. auf den Karten. Das gemeinsame gesellschaftliche Bewusstsein überdauerte in einem gewissen Ausmaß in den abgetrennten Standesherrschaften, unter anderem durch den Widerstand gegen die habsburgische Gegenreformation (unter den Lutheranern) oder die Zugehörigkeit zum römisch-katholischen Dekanat von Teschen, später des österreichischen Generalvikariats des Bistums Breslau (unter den Römisch-Katholiken) beibehalten.

### Unter den Habsburgern

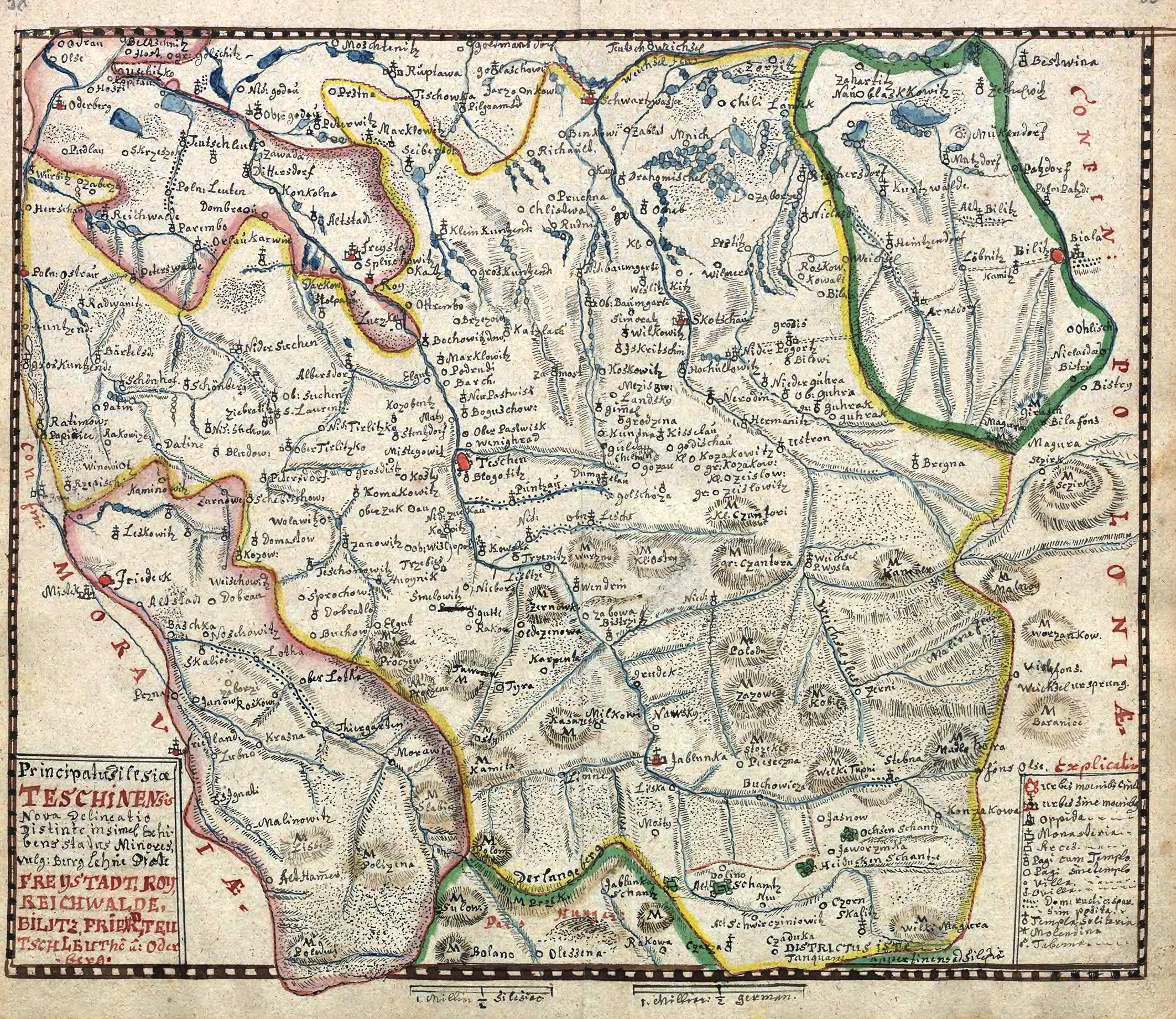
Herzogtum Teschen und benachbarte Freiherrschaften im Jahr 1750

Nach dem Tod Herzogin Elisabeth Lukretias 1653 erlosch der Teschener Familienzweig der Schlesischen Piasten. Das Herzogtum fiel als erledigtes Lehen an die Krone Böhmen, die seit 1526 das Haus Habsburg innehatte. Die Habsburger leiteten auch im Herzogtum Teschen die Rekatholisierung der Untertanen ein, besonders in der Teschener Kammer; ansonsten zeigten sie nur geringes Interesse und vernachlässigten die Verwaltung im Herzogtum. Im Jahr 1707 wurde in Schlesien mit der Altranstädter Konvention, die der schwedische König Karl XII. durchgesetzt hatte, den evangelisch-lutherischen Gläubigen gestattet, die „schlesischen Gnadenkirchen“ zu errichten. Die größte von ihnen, die Jesuskirche in der Stadt Teschen, ist auch heute noch nach 300 Jahren ein evangelisches Gotteshaus. Für einige Jahrzehnte war sie das einzige evangelische Gotteshaus Oberschlesiens, danach nach dem Ersten Schlesischen Krieg bis 1781 im Österreichisch Schlesien.
1722 trennte Kaiser Karl VI. das Erbherzogtum Teschen von Böhmen ab und übergab es Leopold Joseph Karl von Lothringen, dem Vater des späteren Kaisers Franz I. Stephan. Nach dem Vorfrieden von Breslau, der 1742 den Ersten Schlesischen Krieg beendete, verblieb das Herzogtum Teschen bei Österreich und wurde der östliche Teil von Österreichisch Nieder- und Oberschlesien, ab den 1870er Jahren kurz auch Ostschlesien genannt.
Das Toleranzpatent des Kaisers Joseph II. im Jahr 1781 ermöglichte die Wiederbelebung des kirchlich-protestantischen Lebens im Teschener Schlesien. 1782 wurde in Teschen ein Konsistorium eingesetzt. Bis 1848 entstanden die Gemeinden Alt Bielitz, Bielitz, Ernsdorf, Bludowitz, Kameral Ellgoth, Weichsel, Bistrzitz, Ustron, Golleschau, Nawsi, Drahomischl. Mit der in Teschen waren es insgesamt 13 evangelische Gemeinden, die größte Häufung in Cisleithanien.

### Wachsende Bedeutung

Teschner Kreis im Jahr 1844, Teschener Kammer – gelb

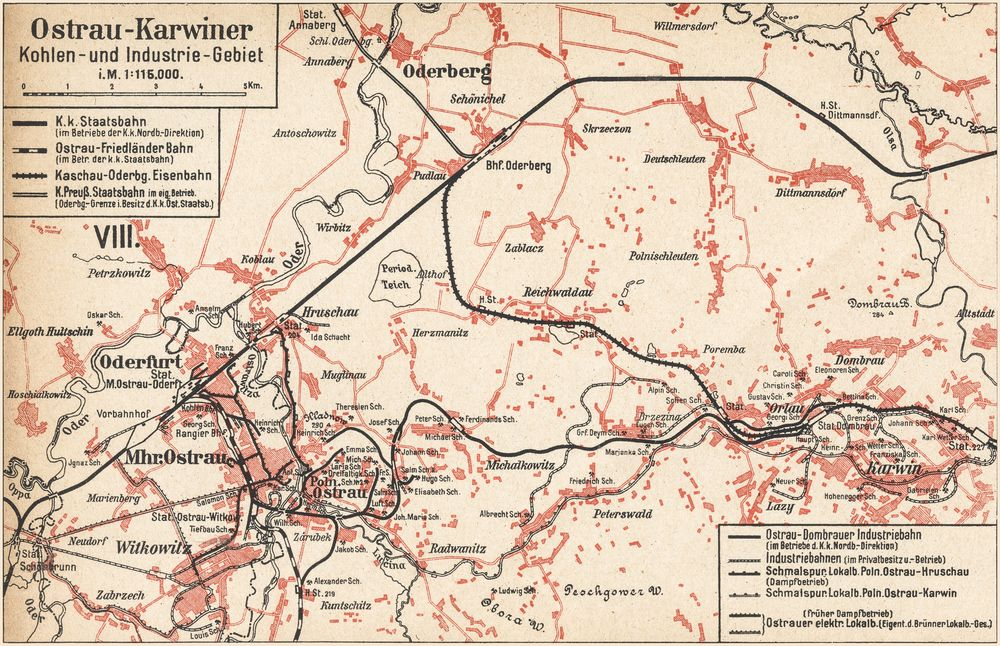
Industriegebiet Ostrau-Karwin um 1900

Eine grundlegende Veränderung unter der habsburgischen Verwaltung kam im Jahr 1766, als in Teschen der Schwiegersohn der Kaiserin Maria Theresia, Prinz Albert Kasimir von Sachsen-Teschen, Sohn des sächsischen Kurfürsten August III., unter dem Titel Herzog von Sachsen-Teschen bis 1822 herrschte. Der Herzog vergrößerte die Teschener Kammer; durch seine geschickte Wirtschaftspolitik sowie nach 1772 durch die günstige Lage am Weg von Wien nach Galizien wurde das Gebiet im Zuge der beginnenden Industrialisierung zu einem der wirtschaftlich erfolgreichsten in der Habsburgermonarchie. 1797 wurde die Minderherrschaft Friedek von ihm gekauft und mit der Teschener Kammer zusammen verwaltet, auf gewisse Art mit dem Herzogtum Teschen wieder vereinigt. In den Jahren 1783–1850 gehörte die ganze Landschaft zum Teschner Kreis im Mährisch-schlesischen Landesgubernium. 1849 wurde Teschen wieder ein Teil des Kronlands Österreichisch Schlesien; nach dem Ausscheiden Ungarns aus dem Kaisertum in Österreich-Ungarn zählte es zu Cisleithanien.
Seit der Mitte des 19. Jahrhunderts, mit der stark beschleunigten Industrialisierung, entwickelte sich das Gebiet um Teschen, zwischen Freistadt und Ostrau, zu einem der bedeutendsten österreichischen Zentren des Steinkohlebergbaus und der Eisenverhüttung. Es war durch die Kaiser Ferdinands-Nordbahn, die erste Hauptbahn der Monarchie, mit dem Zentralraum um Wien verbunden.

### Nationale Konflikte
Die zahlreichen tschechischsprachigen Urkunden aus dem Gebiet führten einige tschechoslowakische Linguisten und Forscher mit Jan Kapras an der Spitze in den 1920er Jahren zur Schlussfolgerung, dass das Gebiet ursprünglich tschechisch war und erst später, am frühesten im 17. Jahrhundert polonisiert wurde. Die polnischen Forscher achten dagegen darauf, dass z. B. die Nasalvokale ununterbrochen in den Ortsnamen in der gleichzeitigen deutschsprachigen sowie kirchlichen lateinischen Dokumenten üblich blieben.
Obwohl die herzögliche Kanzlei sogar nach 1620 tschechischsprachig blieb, länger als in Böhmen selbst, waren die von der örtlichen Bevölkerung ab dem 16. Jahrhundert zunehmend verfassten Dokumente oft nur scheinbar in der Amtssprache geschrieben. Eine Rechnung eines Schlossers aus Freistadt im Jahr 1589 enthielt so viel „Fehler“, dass sie in der polnischen Literatur als das erste polnische Dokument aus dem Teschener Schlesien bezeichnet wurde. Kurz danach siedelte sich im Herzogtum Teschen Johann Tilgner an, ein selbst erklärter Deutscher aus Breslau. Er kam mit erlernter Kenntnis der mährischen Sprache, um Aufseher des Gutsgebiets von Skotschau-Schwarzwasser unter dem Herzog Adam Wenzel zu sein. In seinem Tagebuch unter dem Titel Skotschauer Denkwürdigkeiten beschrieb er allerdings, wie er die polnische Sprache von der örtlichen Bevölkerung lernte. In der zweiten Hälfte des 17. Jahrhunderts wurde diese Sprache in den Berichten der bischöflichen Visitationen aus Breslau concio Polonica (con- + cieō – „einberufen“, bzw. die Sprache der Predigt) benannt. Die sprachliche Grenze zur concio Moravica deckte sich nicht mit der Grenzen der Dekanate und war ähnlich der Grenze in der Mitte des 19. Jahrhunderts. Die Reformation spaltete besonders die polnischsprachige Bevölkerung, und lange Zeit war die religiöse Identität wichtiger als die ethnische, die gegenseitige Beziehungen zwischen beiden Gesellschaften wurden beschränkt. Im Jahr 1790 lebten in der Region 86.108 (70,72 %) Römisch-Katholiken und 35.334 (29,02 %) Protestanten. 1800 kategorisierte die österreichische Verwaltung 73 % der Bewohner als polnischer Nation (nach dem modernen Verständnis des Konzepts waren sie jedoch national-indifferent). Die gesprochene polnisch-schlesische Sprache sickerte damals besonders in den Tagebüchern oder quasi-offiziellen Chroniken der dörflichen Schreiber durch. Eines der bekanntesten Beispiele wurde von Jura (Jerzy, Georg) Gajdzica (1777–1840) aus Cisownica geschrieben. In Abhängigkeit von der Ausbildung der Schreiber wurden unterschiedliche Stufen des Code-Switching zwischen dem Tschechischen, Mährischen, Schlesischen und Polnischen beobachtet, was offensichtlich die Kommunikation zwischen Slawen wenig verhinderte, im Gegensatz zur Sprachbarriere, die in der Wirklichkeit oft zwischen Slawen und Deutschen bestand, was später auch die schnelle Tschechisierung ermöglichte.
Nach dem Ersten Schlesischen Krieg wurde das Gebiet vom Rest Schlesiens durch die österreichisch-preußische Grenze abgetrennt. Der oberschlesische Dialekt, bisher unter vergleichbarem Einfluss der tschechischen Amtssprache, kam zunehmend unter den Einfluss der deutschen Sprache, besonders nach 1749, und wurde etwas pejorativ auf Deutsch wasserpolnisch genannt. Auf der österreichischen Seite der Grenze war dieses Phänomen merklich verspätet. 1783 wurde der Teschner Kreis dem mährisch-schlesischen Landesgubernium mit Sitz in Brünn angeschlossen und die mährischsprachigen Lehrbücher wurden in den Volksschulen eingesetzt, trotz z. B. der Proteste von Leopold Szersznik, des Aufsehers der römisch-katholischen Schulen im Kreis. Reginald Kneifl, der Autor der Topographie des k. k. Antheils an Schlesien aus dem frühen 19. Jahrhundert benutzte dagegen den Begriff polnisch-schlesisch (seltener polnisch und wasserpolnisch) für die Mehrheit der Ortschaften der Region. Der Terminus wasserpolnisch wurde jedoch auch später von Österreichern im 19. Jahrhundert benutzt, z. B. von Karl von Czoernig-Czernhausen.
1848 erlangte Österreichisch-Schlesien die administrative Unabhängigkeit wieder. Paweł Stalmach initiierte die polnische Nationalbewegung durch Herausgabe des polnischsprachigen Wochenblatts Tygodnik Cieszyński (ab 1851 Gwiazdka Cieszyńska), der ersten Zeitung im Teschener Schlesien, obwohl die Mehrheit der Wasserpolaken national gleichgültig für einige Jahrzehnte blieb. Erst 1869 organisierte Stalmach die erste massive polnische Kundgebung in Sibica (Schibitz) bei Teschen. 1860 wurden auf Johann Demels, des langjährigen Teschener Bürgermeisters, Vorschlag die polnische und tschechische Sprache zu Hilfssprachen des Kronlands. Dies führte zur ungehinderten Entwicklung der polnischen Sprache in Behörden und Volksschulen zum ersten Mal in der Geschichte des Gebiets. Die Mittelschulen blieben ausschließlich deutschsprachig. 1873 bewarb Stalmachs Gwiazka Cieszyńska mit Erfolg die Kandidatur von Andrzej Cinciała, der in der Reichsratswahl im Bezirk Bielitz gewann, mit über 50 % Stimmen der evangelischen Wähler. 1874 schlug er im Reichsrat die Eröffnung eines polnischen Lehrerseminars in Teschen und eines tschechischen in Troppau vor. Dem wurde von Eduard Suess stark widersprochen, weil nach ihm die örtliche Sprache nicht polnisch, sondern wasserpolnisch, eine polnisch-tschechische Mischung, in Büchern nicht benutzt war. In dieser Zeit war der Höhepunkt des Niveaus des Prestiges der deutschen Sprache im Teschener Schlesien. Die Prozentzahl der deutschsprachigen Bewohner in den Kleinstädten wie Skotschau und Schwarzwasser stieg bis zum frühen 20. Jahrhundert auf über 50 %. Zum Ende des 19. Jahrhunderts unternahm Erzherzog Friedrich (Marquis Gero) mit wenig Erfolg eine Germanisierung des ländlichen wasserpolnischen Raumes. Das Gegengewicht zur polnischen Nationalbewegung war immer die sogenannte Schlonsakische Bewegung, besonders unter den Lutheranern um Skotschau verbreitet. Symbolisch war der Abgang aus Teschen im Jahr 1875 von Leopold Otto, der trotz deutscher Herkunft als ein begeisterter „polnischer Patriot“ bezeichnet wurde. An seine Stelle kam aus Lemberg Theodor Karl Haase, der schrittweise zum Superintendent aufstieg. Er wurde zum einflussreichsten Deutschliberalen im Gebiet und kehrte den Fortschritt der polnischen Bewegung unter den Lutheranern um, u. a. 1877 gründete er dafür die Zeitung „Nowy Czas“. Józef Kożdoń gab nach Haases Tod der Bewegung eine neue Qualität und 1909 gründete die Schlesische Volkspartei. Er negierte zwar nie, dass die Teschener Mundarten ein Dialekt der polnischen Sprache waren, verglich aber die Situation in der Region mit der Schweiz, wo die deutschen Dialekte keine Deutschen aus Schweizern machten und analog die Schlesier keine Polen waren. Er war sehr wohlwollend gegenüber der parallelen Bedeutung der deutschen Sprache und betrachtete die Proteste gegen die dominante Rolle der deutschen Kultur und Politik als Störung des alten schlesischen Friedens. Unter dem Slogan „Schlesien den Schlesiern!“ (Śląsk dla Ślązaków) wandte sich die Bewegung auch gegen die aus Galizien ab den 1870er und 1880er Jahren zuwandernden Billigkräfte (1910 54.200 von 434 Tausend, oder 12,7 %, meistens im einen der größten Bergbaurevier Österreich-Ungarns zwischen Ostrau und Karwin), unter denen polnische Sozialisten besonders aktiv waren. In das Gebiet kamen auch deutsche, jüdische wie auch tschechische Bourgeoisie und Intelligenzija. Die letzten belebten die tschechische Nationalbewegung auch in einzelnen traditionell wasserpolnischen Gemeinden. Schon in den 1880er Jahren beklagten sich einige polnische Nationalaktivisten sowie die größte deutschsprachige Zeitung Silesia über den Anstieg der Bedeutung der tschechischen Nationalbewegung um Karwin und in den 1890er Jahren in Freistadt entstand die radikal-polnische Fraktion mit der Zeitung Głos Ludu Śląskiego (Ruf des schlesischen Volks), die Tschechen und nicht Deutsche als den größten Gegner sahen und erwogen Koalition mit Deutschen gegen Tschechen. Im frühen 20. Jahrhundert entflammte allen Ernstes ein nationaler Konflikt zwischen Polen und Tschechen, dessen Kulmination der Polnisch-Tschechoslowakische Grenzkrieg im Jahr 1919 war. Gwiazdka Cieszyńska stellte 1902 das Ende der polnisch-tschechischen Solidarität fest. Petr Bezruč popularisierte damals in den Schlesischen Liedern die Theorie der polonisierten Mährer (auch ein Basis für Argumente im Beneš-Memorandum Nr. 4: Das Problem des Teschener Schlesien) und die tschechischen Aktivisten behaupteten damals, dass eigentlich die mährische Sprache verständlicher als die polnische Literatursprache für die örtlichen Schlesier sei. Es gab Streite um die Sprache in Kirchen, z. B. in der 1899 errichteten Pfarrei in Dombrau, sowie um die Schulen: polnische in Polnisch-Ostrau und tschechische in Reichwaldau. Die Jungtschechen verhinderten lange Zeit das Projekt der Eröffnung der polnischen technischen Schule in Orlau. Ferdinand Pelc, der Vorsitzende des tschechischen Schulvereins schrieb später darüber:

„Es war klar für uns, dass falls wir Orlau verlieren, würde der Schicksal des ganzen Reviers und dadurch des Teschener Raums entschieden. Deswegen muss der polnische Schritt paralysiert werden, sogar mit den größten möglichen Spenden.“

Die schlonsakische Bewegung im mährisch-lachischen Bezirk Friedek wurde im späten 19. Jahrhundert von Jungtschechen zurückgedrängt, aber noch in den 1930er belebte Erwin Goj (geb. 1905 in Friedek) eine ähnliche – lachische Bewegung, der manchmal als Józef Kożdoń der Lachei beschrieben wurde. Jedoch nannte er seine Nation die Lachen, die nach ihm 2 Millionen Personen umfasste, nicht nur in der schlesischen und nordmährischen Lachei, aber auch im gesamten Teschener Schlesien und dem südlichen preußischen Oberschlesien, sowie um Čadca in der Slowakei. Auf der Basis des lachischen Dialekts (Oberostrauer Mundart) schuf er in den 1930er-Jahren erste Literaturwerke in einer regionalen lachischen Literatursprache.
Das Gebiet war damals in politische Bezirke untergliedert: Bielitz-Land, Freistadt, Friedeck-Land, Bezirk Teschen sowie Bielitz und Friedeck als Städte mit eigenem Status. Die Wahlergebnisse der Reichsratswahlen im Jahr 1907 und 1911 geben einen zusätzlichen Einblick in die nationalpolitischen Einstellungen in einzelnen Gemeinden, besonders in den Wahlbezirken Schlesien 13, Schlesien 14 und Schlesien 15, wo für die Stimmen der Wasserpolaken die polnischen Politiker wie Jan Michejda und Józef Londzin, oder die Sozialisten Ryszard Kunicki und Tadeusz Reger mit schlonsakischen Aktivisten, in erster Linie gegen Józef Kożdoń antreten.
Die Demographie des Gebiets um 1800 nach Kneiffl, im Jahr 1847 nach dem bischöflichen Schematismus und in den Jahren 1880, 1890, 1900 und 1910 nach den österreichischen Volkszählungen:
| Jahr      | Ein- wohner | Polnisch- sprachige | Mährisch/Tschechisch- sprachige | Deutsch- sprachige | Römisch-katholisch | Evangelisch     | Juden          |
| --------- | ----------- | ------------------- | ------------------------------- | ------------------ | ------------------ | --------------- | -------------- |
| 1799~1804 | 123.277     | 84.971 (68,9 %)     | 27.605 (22,4 %)                 | 10.701 (8,7 %)     |                    |                 |                |
| 1847      | 202.810     | 139.528 (68,8 %)    | 38.599 (19 %)                   | 23.055 (11,4 %)    | 141.317 (69,7 %)   | 59.865 (29,5 %) | 1628 (0,8 %)   |
| 1880      | 262.412     | 153.724 (58,8 %)    | 71.788 (27,3 %)                 | 36.865 (14 %)      |                    |                 |                |
| 1890      | 293.075     | 177.418 (60,6 %)    | 73.897 (25,2 %)                 | 41.714 (14,2 %)    |                    |                 |                |
| 1900      | 361.015     | 218.869 (60,7 %)    | 85.553 (23,7 %)                 | 56.240 (15,5 %)    |                    |                 |                |
| 1910      | 426.667     | 233.850 (54,8 %)    | 115.604 (27,1 %)                | 76.916 (18,1 %)    | 328.933 (75,7 %)   | 93.566 (21,5 %) | 10.965 (2,5 %) |

### Teilung
Im späten Mai 1918 wurde in Teschen der Deutsche Volksrat für Ostschlesien gegründet, eine Union deutscher Parteien im Gebiet. Am aktivsten waren darin die Politiker aus Bielitz, aber der Rat wurde auch von anderen Stadtverwaltungen unterstützt. Er strebte den Verbleib bei Österreich, und falls das nicht möglich wäre, den Anschluss an Deutschland an.
Nach dem Zusammenbruch der Monarchie Österreich-Ungarn zu Ende des Ersten Weltkriegs im Jahr 1918, der Gründung des Nachfolgestaates Tschechoslowakei und der Wiedererrichtung eines Staates in Polen, brach im Oktober 1918 zwischen der Tschechoslowakei und Polen ein Wettlauf für die Einnahme dieses industriell ertragreichen Gebiets aus. Am 26. Oktober 1918 auf einer Demonstration von einigen zehntausend Angehörigen der polnischen Bevölkerung in Teschen wurde ein Transparent mit dem Spruch „Wag, Ostrawica – Polska granica“ (Waag, Ostrawitz – polnische Grenze) getragen. Dies wurde zu einem sentimental-revisionistischen Slogan, aber wurde nie zu einem offiziellen, polnischen Gebietsanspruch. Der polnische Nationalrat des Herzogtums Teschen verzichtete auf den Bezirk Friedek, die Regierung der Tschechoslowakei beanspruchte das ganze Österreichisch-Schlesien bis zur Bialka, während die Stadtverwaltungen von Bielitz und Teschen zu Deutschösterreich wollten.
Am 5. November 1918 verständigten sich der Polnische Nationalrat für das Herzogtum Teschen (Rada Narodowa Kięstwa Cieszyńskiego, RNKC) und das tschechische Gebietskomitee (Zemský národní výbor, ZNV) auf eine Grenzziehung mehr oder weniger entlang der ethnischen Grenze (die Bezirke Bielitz, Teschen und Freistadt ohne Orlová an Polen, und Friedek mit Orlová aus dem Bezirk Freistadt an die Tschechoslowakei), und zwar ohne Rücksicht auf die Deutschen und die gegen die polnische Nationalbewegung eingestellten schlesisch-regionalistischen Schlonsaken, und übernahmen die Verwaltung im Namen ihrer Staaten. Die polnische Regierung war mit der Teilung zufrieden und strebte die Anerkennung und Festigung des status quo (mit weniger Grenzänderungen) an, die tschechoslowakische Regierung erkannte das jedoch nicht an. Am 23. Januar 1919 folgte der Polnisch-Tschechoslowakische Grenzkrieg nach dem Einmarsch tschechoslowakischer Truppenverbände. Die militärischen Auseinandersetzungen, die bis zum 30. Januar 1919 andauerten, brachten keinem der beiden Staaten entscheidende Vorteile.
Im Rahmen der Pariser Friedenskonferenz einigten sich beide Parteien auf eine diplomatische Lösung des Grenzkonfliktes. Jedoch blieben die zwischen dem 23. Juli und 30. Juli 1919 im polnischen Krakau durchgeführten Verhandlungen ergebnislos, da die tschechoslowakische Seite die von Polen geforderte Volksabstimmung nur in den Bezirken Freistadt und Teschen strikt ablehnte, da der tschechische Bevölkerungsanteil eine Minderheit darstellte und die für Polen problematische zahlreichste schlonsakische und deutsche Gesellschaft im Bezirk Bielitz ausließ. Die Friedenskonferenz folgte dem Vorschlag zur Durchführung des Plebiszits im gesamten Gebiet (siehe auch Volksabstimmungen infolge des Versailler Vertrags). Gleichzeitig führte Polen im Osten einen Krieg mit Sowjetrussland und war somit im Streit mit der Tschechoslowakei kompromissbereiter. In dieser Situation erreichte der tschechoslowakische Außenminister Edvard Beneš die Teilung entlang des Flusses Olsa gegen die Übergabe der umstrittenen Regionen um Zips und Arwa.
Durch einen Schiedsspruch der Pariser Botschafterkonferenz, den Polen am 10. Juli 1920 im Protokoll von Spa akzeptierte, wurde das ehemalige Herzogtum Teschen entlang des Flusses Olsa geteilt. Dadurch erhielt die Tschechoslowakei die bis dahin ertragreichen Industriegebiete im Westen, Polen erhielt die Altstadt Cieszyn (deutsch: Teschen) und Bielsko (deutsch: Bielitz), die in die Autonome Woiwodschaft Schlesien eingegliedert wurden. Durch diese Grenzziehung wurde die ehemalige Residenzstadt Teschen geteilt, die westlich der Olsa gelegene Vorstadt kam zur Tschechoslowakei und damit zur heutigen Republik Tschechien. Der polnische Teil nach der Teilung hatte eine Fläche von 1012 km2 und 139.000 Einwohner, davon waren 61 % Polen [darunter Schlonsaken], 31,1 % Deutsche und 1,4 % Tschechen. Der tschechoslowakische Teil umfasste 295200 Einwohner auf dem Gebiet von 1270 km2, davon 48,6 % [ethnische] Polen, 39,9 % Tschechen und 11,3 Deutschen. Im Gebiet, das nach dem Vertrag aus dem 5. November 1918 von der RNKC administriert wurde und nach der Teilung sich in der Tschechoslowakei befand, gab es nach dem letzten österreichischen Volkszählung 123.000 Polnischsprachige, 32.000 Tschechischsprachige und 22.000 Deutschsprachige. In der ersten tschechoslowakischen Volkszählung im Jahr 1921 deklarierten sich um 67 Tausend als Polen, davon nur um 1000 westlich der historischen sprachlichen Grenze bzw. die Galizier, die in die von tschechischen Gemeindeverwaltungen geprägten Orte einwanderten. Der Konflikt war damit zwar offiziell beigelegt, aber keine Seite war mit dem Ergebnis zufrieden. Für Polen, weil auf der tschechoslowakischen Seite über 100.000 ethnische Polen blieben, zum großen Teil schon der polnischen Nationalbewegung gewogen, darunter das „Michejdaland“ zwischen Teschen und Jablunkau, das Zentrum der polnischen Lutheraner. Polen hatte seine Gebietsansprüche für grenznahen, polnischsprachigen Streifen, genannt Zaolzie (ohne den Bezirk Friedek, der nicht als Teil von Zaolzie bzw. des Olsagebiets betrachtet wurde) keineswegs aufgegeben.
Die Tschechoslowakei erhielt zwar den Anteil von enormer wirtschaftlicher und strategischer Bedeutung, da durch ihn die Bahnstrecke Bohumín–Košice und damit eine der damals wenigen leistungsfähigen Verkehrsverbindungen (mit der größten Kapazität), die zwischen dem tschechischen und dem slowakischen Landesteil verlief, erhalten. Aber auf der polnischen Seite blieben viele Schlonsaken, die im Plebiszit eher für die Tschechoslowakei gestimmt hätten – an der Pariser Friedenskonferenz optierten die tschechoslowakischen Diplomaten hartnäckig für die Grenze an der im Krieg erreichten Weichsel, die eine strategische Tiefe zur Verteidigung der Bahnlinie wäre. Für die Schlonsaken war die größte Enttäuschung die Teilung selbst. Am 9. Februar 1919 veröffentlichte die Schlesische Volkspartei einen offenen Brief, worin die Unteilbarkeit des Teschener Schlesiens als einer selbstständigen Republik unter dem Schutz des Völkerbunds die erste und wichtigste Forderung war. Von Anfang an wurden auch ihre Forderungen, zum Teil mit der Unterstützung der Deutschen, nach Autonomie des Teschener Landes am besten in Österreich, Deutschland oder in der westeuropäischen Tschechoslowakei, am wenigsten im unterentwickelten Polen bzw. die Angliederung an einen vorgeschlagenen Freistaat Oberschlesien nicht berücksichtigt. Die Entwicklungen in Oberschlesien strichen die Chance des Anschlusses an Deutschland, die besonders in der Bielitzer Sprachinsel befürwortet wurde.
Nach dem Münchner Abkommen von 1938, dem Beginn der Zerschlagung der Tschechoslowakei und der Entstehung des Protektorats Böhmen und Mähren, besetzten polnische Truppen das Olsagebiet. Winston Churchill schrieb in seinen Memoiren, Polen habe sich an der Aufteilung der Tschechoslowakei „mit dem Appetit einer Hyäne“ beteiligt. Zu Beginn des Zweiten Weltkriegs (1939–1945) und der Besetzung Polens durch die deutsche Wehrmacht erfolgte im September 1939 die Eingliederung dieses und des seit 1920 polnischen Gebietes des Teschener Schlesiens als Landkreis Teschen und Landkreis Bielitz (Bielitz wurde östlich bis an die Skawa erweitert) in Großdeutschland, während der Bezirk Friedek im Protektorat blieb. In der Politik der Germanisierung nutzten die Besatzer die alte schlonsakische Bewegung aus, unter anderem in der Deutschen Volksliste, wo die schlesischen Angaben in der dritten Kategorie (DVL III), de facto als eine deutsche Nationalität eingerechnet wurden. Nach dem Ende des Zweiten Weltkriegs im Mai 1945 wurden die ehemaligen Grenzverhältnisse wiederhergestellt und haben sich bis heute nicht verändert.

## Regionale Identität und Kultur

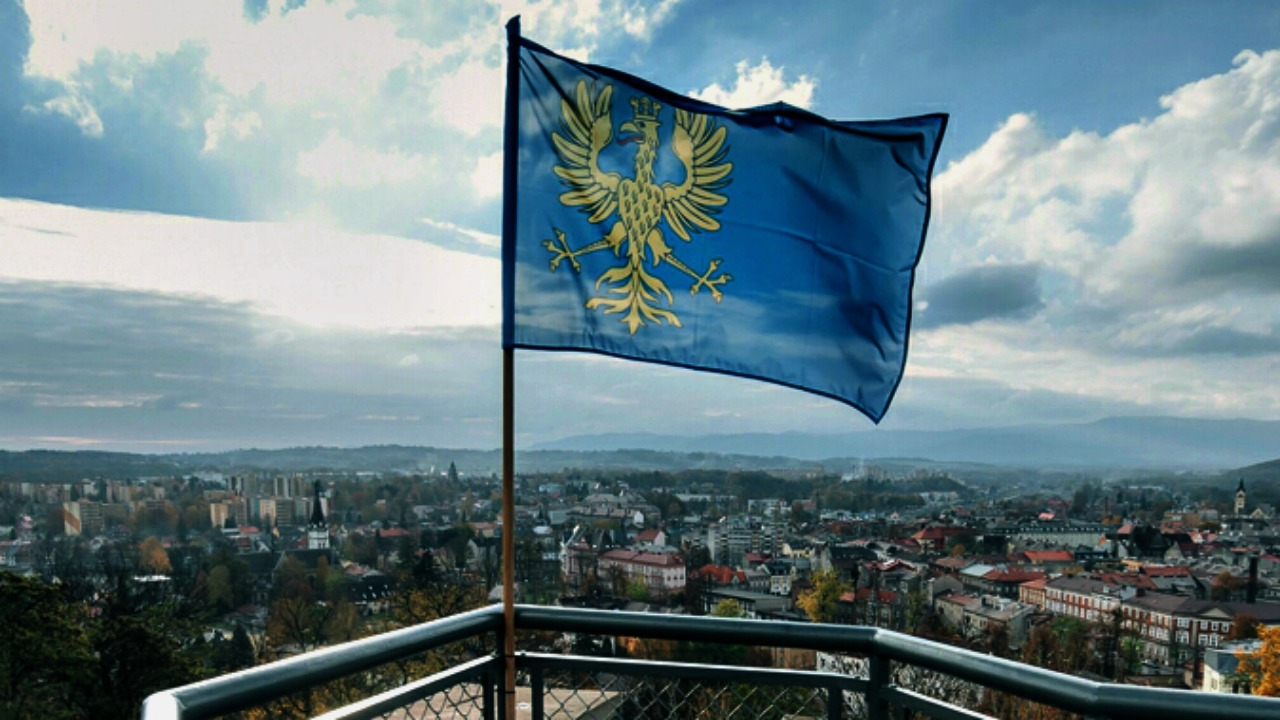
Flagge des Herzogtums Teschen am Piastenturm im Jahr 2016 mit Cieszyn und Český Těšín im Hintergrund

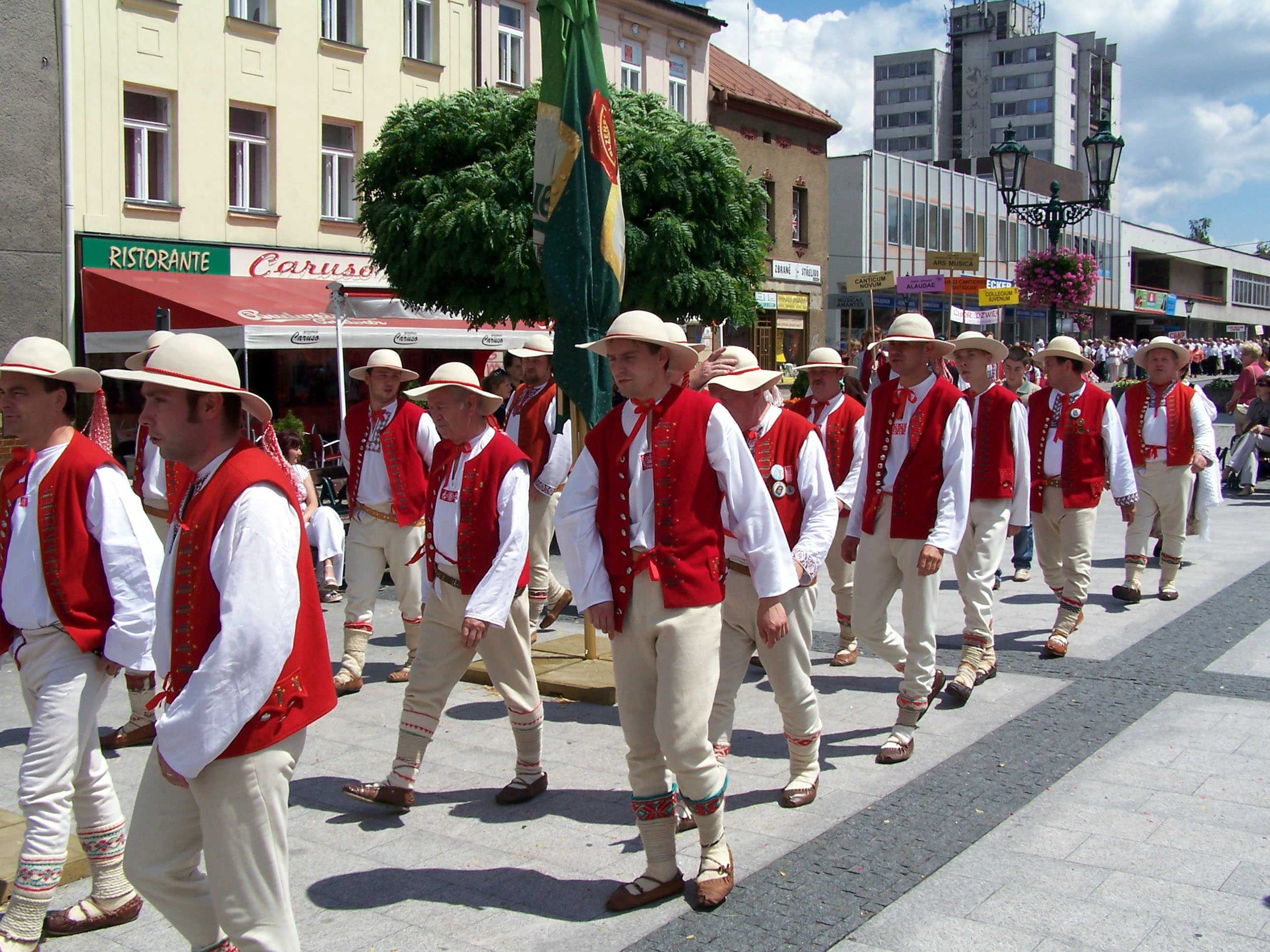
Die Folkband Gorol aus dem Olsagebiet

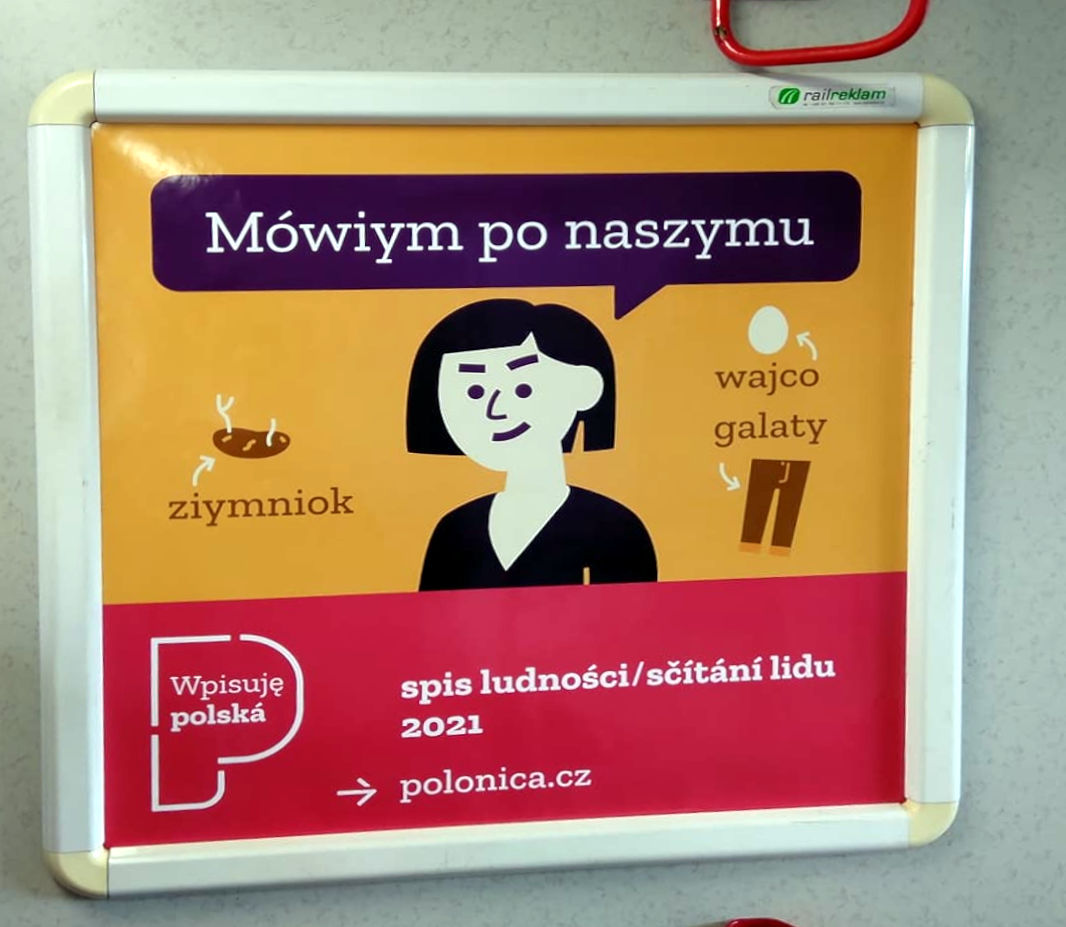
Verwendung der Teschener Mundart für die Propagierung der polnischen Volkszugehörigkeit bei der Volkszählung 2021 in Tschechien

Vor dem Ersten Weltkrieg entwickelten sich im Gebiet vier slawische Volksgruppen: die Teschener Walachen (um Teschen und Skotschau), die (Schlesischen) Goralen in den Bergen, die Lachen (im Westen und Nordwesten) und die Jacken (in der Stadt Jablunkov). Die österreichische Zeit ist in positiver Erinnerung, die Assoziation mit Armut, wie in Galizien ist hier nicht verbreitet. Die Teilung hatte einen enormen Einfluss auf die Verzweigung der Identität und Kultur und obwohl viele gemeinsame Traditionen verblieben, muss man heute beide Teile separat analysieren. Bis zu einem gewissen Grad näherte sich der polnische Teil kulturell Oberschlesien an, während das Olsagebiet auf tschechischer Seite ein eigenes abgegrenztes Ländchen bildete.
In den 1990er Jahren begann die Debatte über die Selbstständigkeit der vorgeschlagenen schlesischen Sprache. In Oberschlesien gab es viele Bemühungen der Standardisierung der Sprache, die auch die Teschener Mundarten mit einbezogen. Diese Bewegung ist im Teschener Schlesien viel schwächer, sowohl auf der polnischen, wie auch auf der tschechischen Seite. Politische Ansichten über schlesische Angelegenheiten unterscheiden sich ähnlich, z. B. mit dem deutlich niedrigeren Anteil der Stimmen für die Bewegung für die Autonomie Schlesiens in regionalen Wahlen in Polen (z. B. im Jahr 2014). Die schlesische Identität wird von den schlesischen Goralen in Polen oft völlig abgelehnt, was wahrscheinlich mit den in Oberschlesien populären, aber oft sehr pejorativen Bezeichnung Gorol für Nicht-Schlesier verbunden ist – in den Schlesischen Beskiden, einem populären Ziel der Wochenendfahrten aus Oberschlesien, bezeichnet sie dagegen im neutralen Ton die Goralen, die sehr stolz auf ihre eigene in den weiteren Beskiden verbreitete Kultur sind. Auf der tschechischen Seite leben die Goralen oft ohne Bewusstsein der Beziehungen im polnischen Schlesien und die goralische Bewusstsein wird nicht als zwiespältig mit der schlesischen Identität betrachtet, ganz im Gegenteil – beide verstärken sich gegenseitig.
Die Anzahl der Deklarationen der schlesischen und deutschen Nationalität auf beiden Ufer der Olsa ist gering im Vergleich zu Oberschlesien, aber auf keinen Fall bedeutet das, dass die Einheimischen sich nicht als Schlesier bezeichnen, jedoch ist es überwiegend nicht mit einer separaten schlesischen Nationalidentität verbunden. Die aufgeklärten Polen folgen heute eher dem Beispiel von Paweł Stalmach (der selbst sagte: Unter Europäern bin ich ein Pole, unter Polen bin ich ein Schlesier, unter Schlesiern bin ich ein Teschener), oder von Gustaw Morcinek (Ich bin doch ein Schlesier. Ich schreibe über dieses Land um Schlesien Polen und Polen Schlesien näher zu bringen), während die politische schlonsakische Bewegung heute fast untergegangen ist. Für die modernen oberschlesisch-regionalen Bewegungen ist dagegen die im Teschener Land begründete Schlesische Volkspartei und seiner Führer Józef Kożdoń ikonisch. Im Gegensatz zu Oberschlesien teilt sich die örtliche Bevölkerung nicht in Schlesier und Nicht-Schlesier (Gorole um Katowice, Chadziaje um Opole), sondern ein Einheimischer würde eher sagen ich bin von hier (tu-stela) und die Eingewanderten sind nicht von hier. Diese Unterscheidung stieg in der Zeit der gesellschaftlichen Säkularisierung und übertraf die religiöse Grenze zwischen Katholiken und Lutheranern. Gleichzeitig entwickelte sich die Unterscheidung zwischen Pnioki (Baumstämme – Altansässige), Krzoki (Sträucher, von länger Zeit im Gebiet bewohnt) und Ptoki (Flügel, kurz oder vorläufig im Gebiet bewohnt). Die Letzten wurden mit begrenztem Vertrauen beschenkt und sogar diskriminiert. Die Oberschlesier in der Nähe der ehemaligen österreichisch-preußischen Grenze nennen die Teschener Schlesier Cesaroki (nach Cesarz – Kaiser), die Teschener verspotten die Oberschlesier als Prusoki (Preußen) oder wie der Rest Polens als Hanysy (nach dem deutschen Personennamen Hans, im Teschener Schlesier wurde historisch auf Deutsch eher die Form Johann benutzt, Jano oder Jónek in Teschener Mundarten). Die Oberschlesier, die sich in den Beskiden (Ustroń, Brenna) ansiedelten, wurden auch Lufciorze (nach Luft, deren Qualität besser als im Oberschlesischen Industriegebiet sei) benannt.
Auf der tschechischen Seite muss die regionale und national-polnische Identität auch mit der tschechischen und mährischen Identität konkurrieren. Der tschechische Staat respektiert die polnische Minderheit, obwohl die zweischsprachigen Ortsschilder oft vandalisiert wurden. In den letzten Jahrzehnten gaben die tschechischen Linguisten die Klassifizierung der Mundarten im Olsagebiet als Ostlachisch auf, aber häufiger unterstreichen sie ihren gemischten polnisch-tschechischen Charakter, nahelegend, dass sie gleichzeitig zu beiden Sprachen gehören, und vereinigen alle Nationalitäten im Olsagebiet.
Das polnischsprachige Lied Płyniesz Olzo po dolinie (Olsa, du fließt im Tal) des Dichters Jan Kubisz aus dem späten 19. Jahrhundert gilt als die informelle Hymne des Teschener Schlesiens, besonders der polnischen Minderheit im Olsagebiet.